# The Power (série de televisão)
The Power (bra: O Poder) é uma série de televisão britânica de drama e ficção científica desenvolvida por Raelle Tucker, Naomi Alderman, Claire Wilson e Sarah Quintrell para o Prime Video, baseada no livro homônimo de Alderman de 2016. A primeira temporada consiste em nove episódios e estreou em 31 de março de 2023 e foi concluída em 12 de maio de 2023.

## Sinopse
O mundo de O PODER é o nosso mundo. Mas por uma reviravolta da natureza, as adolescentes subitamente desenvolvem o poder de eletrocutar pessoas. Narrando as histórias de personagens marcantes de Londres a Seattle, da Nigéria ao Leste Europeu, evoluindo até uma reversão completa do equilíbrio de poder no mundo.

## Elenco e personagens

### Principal
- Toni Collette como Margot Cleary-Lopez, prefeita de Seattle e mãe de três filhos, incluindo Jos.

- Auli'i Cravalho como Jos Cleary-Lopez, filha de Margot.

- John Leguizamo como Rob Lopez, marido de Margot.

- Toheeb Jimoh como Tunde Ojo, um aspirante a jornalista da Nigéria com grandes sonhos.

- Ria Zmitrowicz como Roxy Monke, a filha ilegítima do gangster britânico Bernie Monke.

- Halle Bush como Allie/Eva, uma jovem adotada por um  casal americano de Bible Belt.

- Nico Hiraga como Ryan, amigo e interesse amoroso de Jos.

- Heather Agyepong como Ndudi, amiga íntima de Tunde.

- Daniela Vega como Irmã Maria, uma freira do convento Irmãs de Cristo que acolheu Allie.

- Eddie Marsan como Bernie Monke, um temido gangster de Londres.

- Archie Rush como Darrell Monke, filho mais novo de Bernie.

- Gerrison Machado como Matty Cleary-Lopez, filho de Margot.

- Pietra Castro como Izzy Cleary-Lopez, filha mais nova de Margot.

- Zrinka Cvitešić como Tatiana Moskalev, a esposa de Viktor Moskalev, o presidente da Moldávia.

### Recorrente
- Adina Porter como a voz na cabeça de Allie.

- Josh Charles como Daniel Dandon, o governador do Estado de Washington e um "espinho no pé" de Margot Cleary-Lopez.

- Edwina Findley como Helen, conselheira altamente competente e confiável de Margot Cleary-Lopez.

- Emily Kuroda como Irmã Veronica, uma freira do convento Irmãs de Cristo.

- Jacob Fortune-Lloyd como Ricky Monke, filho mais velho de Bernie.

- Avital Lvova como Liat Monke, esposa de Ricky e nora de Bernie.

- Juliet Cowan como Barbara Monke, esposa de Bernie.

- Ana Ularu como Zoia, irmã de Tatiana.

- Ashley De Guzman como Yuki, colega de classe de Jos.

- Reese Alexander como Frank.

- Alexandru Bindea como Viktor Moskalev, marido de Tatiana e presidente da Moldávia.

- Bogdan Albulescu como General Miron, general da Moldávia.

- Bayra Bela como Solongo, cabeleireira de Tatiana.

- Risteárd Cooper como Declan Blease, um repórter que trabalha com Tunde.

- Graham Verchere como Urbandox, um ativista anônimo dos direitos dos homens.

- Emily Renée como Savannah.

- Zaris-Angel Hator como Sima, uma das seguidoras de Allie.

- Alli Boyer-Ybarra como Luanne, uma das seguidoras de Allie.

- Peyvand Sadeghian como Kimaya, uma das seguidoras de Allie.

- Andreea Diac como Colette, uma das seguidoras de Allie.

- Zoe Bullock como Gordy, uma das seguidoras de Allie.

- Rita Bernard-Shaw como Jade, uma das seguidoras de Allie.

- Samiah Khan como Talia, uma das seguidoras de Allie.

- Eva-Jane Willis como Irmã Bianca, uma freira do convento Irmãs de Cristo.

### Convidados
- Rob Delaney como Tom, apresentador de um noticiário.

- Alice Eve como Kristen, apresentadora de um noticiário.

- Anissa Matlock como Cat Cole, amiga de Jos.

- Sam Buchanan como Terry Monke, filho de Bernie.

- Simbi Ajikawo como Adunola, namorada intermitente de Tunde.

## Episódios
| N.º | Título                                                                    | Dirigido por                    | Roteiro por                                        | Lançamento          |
| --- | ------------------------------------------------------------------------- | ------------------------------- | -------------------------------------------------- | ------------------- |
| 1 | "A Better Future is in Your Hands" "(Um Futuro Melhor está em suas Mãos)" | Logan Kibens                    | Naomi Alderman                                     | 31 de março de 2023 |
| Ao redor do mundo, mulheres jovens estão com uma sensação estranha nas clavículas, um formigamento nas mãos e raios elétricos saindo das pontas dos dedos. Esse poder novo é um agente tanto de liberdade quanto de destruição.                                                                                     |                                                                           |                                 |                                                    |                     |
| 2 | "The World is on Fu*king Fire" "(O Mundo está Pegando Fogo)"              | Ugla Hauksdóttir e Lisa Gunning | Claire Wilson e Sarah Quintrell                    | 31 de março de 2023 |
| Enquanto mulheres jovens sofrem com suas novas habilidades, os pais e líderes políticos tentam entender a onda repentina de incêndios, quedas de energia, redes elétricas destruídas e marcas misteriosas de queimaduras.                                                                                           |                                                                           |                                 |                                                    |                     |
| 3 | "A New Organ" "(Um Órgão Novo)"                                           | Ugla Hauksdóttir                | Raelle Tucker e Sue Chung                          | 31 de março de 2023 |
| As consequências de um acidente de avião expuseram uma nova consequência do Poder. O véu do sigilo político e da desinformação foi retirado e o mundo como conhecemos nunca mais será o mesmo. |                                                                           |                                 |                                                    |                     |
| 4 | "The Day of the Girls" "(O Dia das Meninas)"                              | Shannon Murphy e Lisa Gunning   | Sarah Quintrell                                    | 7 de abril de 2023  |
| Enquanto o Poder desafia o status quo ao redor do mundo, três personagens estão no meio de suas tempestades pessoais. |                                                                           |                                 |                                                    |                     |
| 5 | "Scarlet Minnow" "(Vairão Escarlate)"                                     | Ugla Hauksdóttir e Lisa Gunning | Sarah Quintrell                                    | 14 de abril de 2023 |
| A DOE está sendo passada para as mulheres adultas ao redor do mundo. Novas vozes estão nascendo: as que acreditam no Poder para um futuro mais igualitário e as que enxergam o Poder como uma ameaça para a existência. Essas forças opostas podem acabar com os laços mais profundos e juntar aliados inesperados. |                                                                           |                                 |                                                    |                     |
| 6 | "Sparklefingers" "(Dedos Brilhantes)"                                     | Ugla Hauksdóttir                | Stacy Osei-Kuffour, Raelle Tucker e Brennan Peters | 21 de abril de 2023 |
| Governos estão apresentando novas leis para a DOE enquanto os seguidores do Urbandox estão ficando mais perigosos, forçando as mulheres a esconderem seu poder e colocando homens na linha de fogo. |                                                                           |                                 |                                                    |                     |
| 7 | "Baptism" "(Batismo)"                                                     | Shannon Murphy                  | Claire Wilson e Sarah Quintrell                    | 28 de abril de 2023 |
| Enquanto os inimigos da DOE se tornam uma ameaça crescente, quem tem o Poder se junta para conseguir forças, proteção e uma nova liderança. |                                                                           |                                 |                                                    |                     |
| 8 | "Just a Girl" "(Apenas uma Menina)"                                       | Logan Kibens e Neasa Hardiman   | Claire Wilson                                      | 5 de maio de 2023   |
| Segredos são expostos, novos laços são formados e outros são despedaçados enquanto as jornadas dos nossos personagens crescem em um mundo em constante mudança. |                                                                           |                                 |                                                    |                     |
| 9 | "The Shape of Power" "(A Forma do Poder)"                                 | Logan Kibens e Neasa Hardiman   | Claire Wilson, Naomi Alderman e Brennan Peters     | 12 de maio de 2023  |
| Essa é a nova ordem mundial. Alianças improváveis são feitas, novos líderes nascem. Estão reunindo soldados leais para enfrentar os inimigos numa batalha... pelo Poder. |                                                                           |                                 |                                                    |                     |

## Produção

### Desenvolvimento
Em dezembro de 2016, os direitos do livro The Power, de Naomi Alderman, foram adquiridos por Jane Featherstone, fundadora da Sister, para transformá-lo em uma série de televisão. Em fevereiro de 2019, foi anunciado que Featherstone, ao lado de Reed Morano, iriam adaptar o livro para o Prime Video. Featherstone, Naomi de Pear, Alderman, Claire Wilson e Raelle Tucker atuariam como produtoras executivas, enquanto Tim Bricknell serviria como produtor.
 Em março de 2023, foi anunciado que Morano havia saído da produção da série após diferenças criativas, tendo optado por não ser creditada como diretora e produtora executiva.

### Escrita
A série possui uma sala de roteiristas feminina, que inclui Claire Wilson, Sarah Quintrell, Whit Anderson, Stacy Osei-Kuffour, Rebecca Levene, Raelle Tucker, Sue Chung, Brennan Peters e Michelle Hsu.

### Elenco
No final de outubro de 2019, Leslie Mann foi escalada como Margot Cleary-Lopez. Auli'i Cravalho foi escalada no mês seguinte como Jos Cleary-Lopez. Em janeiro de 2020, John Leguizamo, Toheeb Jimoh, Ria Zmitrowicz, Halle Bush, Heather Agyepong, Nico Hiraga e Daniela Vega foram escalados. Mais tarde naquele mês, Eddie Marsan foi escalado como Bernie Monke. Em fevereiro, Rainn Wilson foi escalado como Daniel Dandon, mas foi substituído por Tim Robbins em janeiro de 2021 devido a conflitos de agenda causados pela pandemia de COVID-19. No mês seguinte, Rob Delaney, Alice Eve, Edwina Findley, Jacob Fortune-Lloyd, Sam Buchanan, Juliet Cowan e Simbi Ajikawo foram escalados para papéis recorrentes. Archie Rush, Gerrison Machado, Pietra Castro e Zrinka Cvitešić foram escalados como regulares. Em abril, Ana Ularu foi escalada como Zoia. Em maio de 2022, foi relatado que Mann e Robbins haviam desistido da série. Em agosto, foi anunciado que seus papéis seriam assumidos por Toni Collette e Josh Charles, respectivamente.

### Filmagens
A produção da série estava programada para começar no final de 2019 no estado americano da Geórgia, mas mudou-se para Fairford e Lechlade, no sudoeste do Reino Unido, devido a uma lei de aborto recém-assinada na Geórgia. As filmagens começaram no início de fevereiro de 2020, mas foram interrompidas em março devido à pandemia de COVID-19. Outros locais de filmagem incluíram o Crystal Palace National Sports Center e Bawdsey, que foi escolhido para ocupar o lugar de Toronto, onde as filmagens haviam sido planejadas para ocorrer antes da pandemia. No final de outubro de 2021, a série foi filmada perto de Walvis Bay, na Namíbia.
Collette filmou suas cenas para a série durante cinco semanas.

## Lançamento
Os três primeiros episódios foram lançados no Prime Video em 31 de março de 2023, com um novo episódio sendo lançado todas as sextas-feiras até o final em 12 de maio de 2023.

## Recepção
No site agregador de críticas Rotten Tomatoes, a série possui um índice de aprovação de 74% com base em 46 críticas, com uma classificação média de 7.5/10. O consenso crítico do site diz: "The Power é muito mal definido para fazer justiça ao seu poderoso potencial, mas a ideia central é intrigante o suficiente para dar-lhe uma carga." No Metacritic, a série tem uma pontuação de 66 em 100, com base em 19 críticas, indicando "críticas geralmente favoráveis".